# Alexander Stubb
Cai-Göran Alexander Stubb (finlandssvenskt uttal: [kai jœːran aleksˈandær stʉbː]), född 1 april 1968 i Helsingfors, är en finländsk samlingspartistisk politiker och statsvetare som är Finlands president sedan den 1 mars 2024.
Stubb segrade i Presidentvalet i Finland 2024 och blev vid sitt tillträde Finlands trettonde president. Han är den andre finlandssvenske presidenten i Finlands historia, efter Gustaf Mannerheim.
Stubb var Finlands statsminister 2014–2015 och Samlingspartiets partiledare 2014–2016. Han har tidigare även varit Finlands finansminister (2015–2016), Europa- och utrikeshandelsminister (2011–2014) och utrikesminister (2008–2011) samt ledamot av Europaparlamentet (2004–2008) och Finlands riksdag (2011–2017).
Mellan 2017 och 2020 var Stubb vice-ordförande för Europeiska investeringsbanken, och därefter professor och direktör vid European University Institute i Florens.

## Bakgrund

### Uppväxt och utbildning
Alexander Stubb föddes i Helsingfors i en tvåspråkig familj. Hans far är Göran Stubb, tidigare verkställande direktör för Finlands Ishockeyförbund, och hans mor är Christel Stubb (född Setälä). Faderns släkt har rötter i Esse i Pedersöre, Svenska Österbotten, och moderns i Viborg. På sin mors sida är Stubb släkt med professor E.N. Setälä.
Stubb tog studenten vid Gymnasiet Lärkan i Helsingfors. Han talar svenska och finska som modersmål samt engelska, franska och tyska.
Efter att ha övergett planer på en karriär som professionell golfspelare studerade han statsvetenskap vid Furman University i South Carolina, USA, där han avlade kandidatexamen (B.A.). Därefter erhöll han ett diplom i franska språk- och samhällsstudier från Sorbonne i Paris och avlade en masterexamen (M.A.) i EU-förvaltning vid College of Europe i Brygge. År 1999 avlade Stubb doktorsexamen (Ph.D.) i internationella relationer vid London School of Economics med en avhandling om Europeiska unionens flexibilitet.

### Tidig karriär
Före sin politiska karriär arbetade Stubb bland annat som forskare vid Finlands representation i Bryssel och som rådgivare till Europeiska kommissionens dåvarande ordförande Romano Prodi. Han var även medlem i den finska regeringsdelegationen vid toppmötena som ledde till Amsterdamfördraget och Nicefördraget.
Han har varit kolumnist i flera tidningar och har författat ett tiotal böcker om EU. Den 24 juni 2009 var han värd för radioprogrammet Sommar i P1 i Sveriges Radio.

## Politisk karriär
Stubb valdes in i Europaparlamentet i 2004 års val med 115 225 röster. I parlamentet var han ledamot i Utskottet för budgetkontroll och vice ordförande i Utskottet för den inre marknaden och konsumentskydd.
Den 4 april 2008 utnämndes han till Finlands utrikesminister i regeringen Vanhanen II, efter att Ilkka Kanerva tvingats avgå. Han fortsatte på posten i regeringen Kiviniemi. I riksdagsvalet 2011 blev han invald i Finlands riksdag och utsågs därefter till Europa- och utrikeshandelsminister i regeringen Katainen.

### Statsminister och partiledare
I Europaparlamentsvalet 2014 blev Stubb den kandidat som fick flest röster i hela Finland (148 190 röster). Kort därefter, den 14 juni 2014, valdes han till Samlingspartiets ordförande efter Jyrki Katainen. Riksdagen valde Stubb till Finlands statsminister den 23 juni, och dagen därpå utnämnde president Sauli Niinistö regeringen Stubb.
Efter riksdagsvalet 2015, där Samlingspartiet blev tredje största parti, efterträddes Stubb som statsminister av Juha Sipilä. Stubb blev istället finansminister i regeringen Sipilä. Vid Samlingspartiets partidag i juni 2016 utmanades han om ordförandeposten och förlorade i en omröstning mot Petteri Orpo. Stubb lämnade därmed också posten som finansminister.

### Finlands president
I augusti 2023 meddelade Stubb att han ställde upp som Samlingspartiets kandidat i presidentvalet 2024. Han fick flest röster i den första valomgången den 28 januari och ställdes mot den oberoende kandidaten Pekka Haavisto i den andra omgången den 11 februari. Stubb vann den andra omgången med 51,6 procent av rösterna.
Han tillträdde som Finlands trettonde president den 1 mars 2024.

## Privatliv
Alexander Stubb är gift med den brittisk-finska juristen Suzanne Innes-Stubb. Paret har två barn, en dotter (född 2001) och en son (född 2004). Familjen är bosatt i Westend i Esbo.
Stubb är en aktiv motionär och har bland annat tävlat i triathlon och genomfört flera maratonlopp och Ironman-tävlingar.

## Utmärkelser
- Storkorsriddare av Republiken Italiens förtjänstorden,  5 september 2008[12]
- Kommendörstecknet av Finlands Vita Ros’ orden,  6 december 2010[13]
- Norska förtjänstordens storkors,  2012[14]
- Terra Mariana-korsets orden, första klass,  9 maj 2014[15]
- Krigsinvalidernas förtjänstkors,  27 april 2015[16]
- Officer av Hederslegionen,  2018[17]
- Storkorset av Finlands Lejons orden,  2024[18]
- Frihetskorsets storkors,  2024[18]
- Storkorset med kedja av Finlands Vita Ros orden,  2024[18]
- Riddare av Serafimerorden,  23 april 2024[19]
- Kedja av Terra Mariana-korsets orden,  23 maj 2024[20]
- Storkors av Sankt Olavs orden,  15 oktober 2024[21]
- Riddare av Elefantorden,  2025[22]

[Redigera Wikidata]